# Booster (cartes)
 (mai 2022).
Si vous disposez d'ouvrages ou d'articles de référence ou si vous connaissez des sites web de qualité traitant du thème abordé ici, merci de compléter l'article en donnant les références utiles à sa vérifiabilité et en les liant à la section « Notes et références ».
 (mai 2022).
La mise en forme du texte ne suit pas les recommandations de Wikipédia : il faut le « wikifier ».
Les points d'amélioration suivants sont les cas les plus fréquents. Le détail des points à revoir est peut-être précisé sur la page de discussion.
- Les titres sont pré-formatés par le logiciel. Ils ne sont ni en capitales, ni en gras.
- Le texte ne doit pas être écrit en capitales (les noms de famille non plus), ni en gras, ni en italique, ni en « petit »…
- Le gras n'est utilisé que pour surligner le titre de l'article dans l'introduction, une seule fois.
- L'italique est rarement utilisé : mots en langue étrangère, titres d'œuvres, noms de bateaux, etc.
- Les citations ne sont pas en italique mais en corps de texte normal. Elles sont entourées par des guillemets français : « et ».
- Les listes à puces sont à éviter, des paragraphes rédigés étant largement préférés. Les tableaux sont à réserver à la présentation de données structurées (résultats, etc.).
- Les appels de note de bas de page (petits chiffres en exposant, introduits par l'outil «  Source ») sont à placer entre la fin de phrase et le point final[comme ça].
- Les liens internes (vers d'autres articles de Wikipédia) sont à choisir avec parcimonie. Créez des liens vers des articles approfondissant le sujet. Les termes génériques sans rapport avec le sujet sont à éviter, ainsi que les répétitions de liens vers un même terme.
- Les liens externes sont à placer uniquement dans une section « Liens externes », à la fin de l'article. Ces liens sont à choisir avec parcimonie suivant les règles définies. Si un lien sert de source à l'article, son insertion dans le texte est à faire par les notes de bas de page.
- La présentation des références doit suivre les conventions bibliographiques. Il est recommandé d'utiliser les modèles {{Ouvrage}}, {{Chapitre}}, {{Article}}, {{Lien web}} et/ou {{Bibliographie}}. Le mode d'édition visuel peut mettre en forme automatiquement les références.
- Insérer une infobox (cadre d'informations à droite) n'est pas obligatoire pour parachever la mise en page.

Pour une aide détaillée, merci de consulter Aide:Wikification.
Si vous pensez que ces points ont été résolus, vous pouvez retirer ce bandeau et améliorer la mise en forme d'un autre article.
Pour les articles homonymes, voir Booster.
Dans le domaine des jeux de cartes à collectionner, physiques ou en ligne et des jeux de figurines, un booster est une pochette scellée de cartes ou figurines, destinée à rejoindre la collection d'un joueur. Le nom des boîtes refermant plusieurs boosters est "display".
Les boosters contiennent généralement un petit nombre d'objets d'une même licence (8 à 15 pour les cartes ; 3 à 8 pour les figurines). Les boosters sont des alternatives plus petites et moins chères aux "decks du débutant", bien que nombre d'extensions sons vendus en boosters seuls. Tandis que les boosters soient plus abordables que les decks du débutant, leur prix en soi est proportionnellement plus élevé. Le prix des boosters est généralement fixé afin de servir d'achat impulsif, dont le prix est comparable aux comics et quelque peu moins élevé que la plupart des magazines, livres de poche, et biens similaires. Les prix de revente sont parfois élevés.
Dans bien des jeux, la distribution des cartes au sein du booster est basée sur la rareté, tandis que certains jeux utilisent un système dont la distribution  est purement le fruit du hasard. Lorsque c'est le cas, les boosters contiennent une à deux cartes rares selon la licence.

## Exemples de quantités

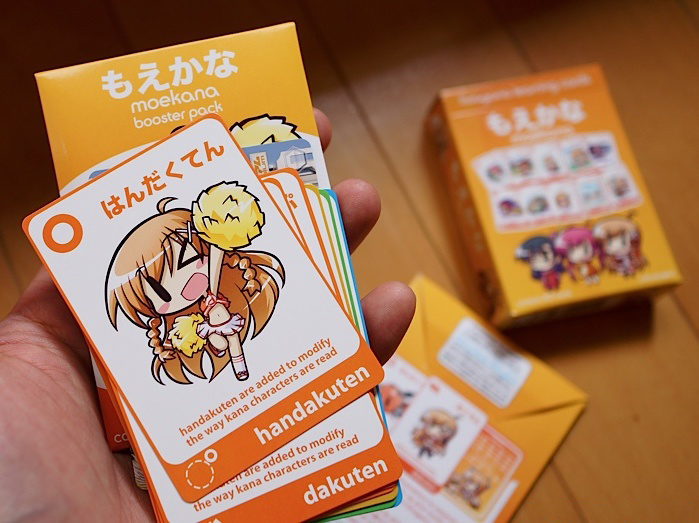
Un booster du jeu de cartes éducatif Moekana.

Dans les extensions de Magic: The Gathering "Legends", "The Dark", "Arabian Nights, "Fallen Empires", et "Antiquities", les cartes étaient vendues dans des boosters de huit cartes. Dans les éditions limitées "Alpha" et "Beta", aussi bien que dans l'édition illimitée, les boosters vendus contenaient 15 cartes selon cette distribution : 11 communes, une rare, et trois non communes; Les boosters du jeu de base contiennent une carte "terrain" comptant pour une carte commune. À partir de l'extension Shards of Alara, les boosters du jeu de base ainsi que des autres extensions ont commencé à contenir une carte terrain, 10 communes, trois non communes, et soit 1 rare (sept chances sur huit) ou une mythique rare (une chance sur huit), et soit une carte d'astuces (qui explique les nouvelles mécaniques du jeu) ou un jeton. À peu près un booster sur quatre contient une carte argentée qui peut appartenir à n'importe quel rang de rareté, y compris les terrains.
Le jeu de cartes Pokémon proposait à l'origine 11 cartes par booster – une rare, trois non communes, et sept communes. Avec la sortie de la E-Series, Leur nombre a diminué pour atteindre 9 cartes par booster, comprenant alors cinq communes, deux non communes, une holo reverse, et une rare. Une carte a été finalement rajoutée pour chaque booster de Diamand et Perle, avec trois non communes au lieu de deux.
Le jeu HeroClix propose des boosters contenant cinq figurines. Chaque booster contient deux ou trois communes, une ou deux non communes, et une rare, mais les super rares ou les "chase" peuvent remplacer une des autres figurines de la boîte (celle qui est remplacée varie selon les boîtes). Avant les boîtes Avengers, HeroClix proposait des boosters de quatre figurines avec un schéma de rareté beaucoup plus compliqué, avec quelques exceptions, telles que les boîtes Fantastic Forces, qui ne proposait des boosters que de trois figurines en raison des dimensions plus importantes de ces dernières, des boîtes de une ou deux figurines étaient autrefois disponible chez les détaillants.

## Deck du débutant
Un deck du débutant est une boîte de cartes ou de figurines destinée à constituer le point d'entrée  vers un jeu de cartes à collectionner ou un jeu de figurines pour les débutants. Les decks du débutants sont généralement pré-constitués, bien qu'il peuvent être le fruit du hasard. Des cartes sélectionnés pour figurer systématiquement dans ce type de boîtes sont appelées "cartes fixes". Ces decks sont cinstitués pour donner une raison au joueur de l'améliorer par des achats ultérieurs.
Les decks du débutant peuvent contenir un nombre indéfini d'objets : livrets de règles, tapis de jeu, dés, boîtes de rangement, et des cartes communes telles que des terrains de base idans Magic: The Gathering, et d'autres objets. Certains decks du débutant sont conçus pour deux joueurs..